# 前田利家
前田利家（日语：／ Maeda Toshiie，1539年1月15日—1599年4月27日），日本戰國時代武將。父親是前田利昌，母親是長齡院，兄前田利久。幼名犬千代，元服後稱前田又左衞門利家，年輕時是著名的傾奇者。豐臣政權下五大老之一，加賀藩始祖。

## 生平

### 幼年
出生於尾張國海东郡荒子村（今愛知縣名古屋市中川區），幼名犬千代，荒子城主前田利昌的第四子，母亲是长龄院。
利家原本為織田家首席家老林秀貞的與力，1551年时开始在织田信长麾下擔任小姓，翌年的萱津之战为其初阵，元服後改名為前田又左衞門利家，因善使長槍而有「槍之又左」的外號。弘治2年（1556年），在信長與織田信行爭奪織田家家督的稻生之戰中殺死信勝小姓頭宮井勘兵衛而建立功績。永祿元年（1558年）與上尾張守護代主織田信安之子織田信賢爭戰建立軍功，因而擔任信長赤母衣眾隊長，1558年时与表妹阿松结婚。
年輕的利家脾氣不好常惹事生非，被外界認為是傾奇者。信长的同朋眾十阿彌生事，在信長面前將其斩杀，被時人稱為「笄斬」事件，差点因此被信长处死，不過在柴田勝家和森可成求情下改為解僱，受到熱田神社松岡家保護。
桶狹間之戰時，利家無視信長禁仕令，跟隨森可成軍團，於早上的對戰時取得一個首級，本戰中再取得兩個首級，但仍不得信長寬恕。
永祿四年（1561年），利家再次無視禁仕令參與森部之戰，斬殺齋藤家重臣日比野清實手下足立六兵衛(足立以怪力聞名，被稱為「頸取足立（或首取足立）」)，利家同時多斬獲一個首級帶回給織田信長展示，這時才被信長寬恕並認可其戰績，俸祿亦從300貫升為450貫。
隨著年齡增長利家收起以往的衝動暴躁，变得稳重可靠。
利家是極少數早期就與木下藤吉郎（日後的豐臣秀吉）有深交的的人，當時兩人地位都不高，但已是非常好的朋友，兩人的妻子阿松與寧寧也是感情很好的姊妹淘。

### 平步青雲
利昌过世后，由利家的长兄前田利久继承前田家。但9年後信長罷黜利久，改命利家擔任前田家家督，理由是利久体弱多病且不會打仗，利久被迫讓位後離開織田家，許多支持利久的前田家臣也因此負氣離開前田家，但利家因有信長支持故未因此元氣大傷。
元龜元年（1570年）4月，織田信長與淺井氏、朝倉氏作戰（金崎之戰）敗北撤退時擔當信長的護衛，6月姉川之戰殺死淺井助七郎立功。
1572年，弟弟左脇良之在三方原戰死。
天正2年（1574年）擔任柴田勝家之與力，負責鎮壓越前一向一揆，翌年9月平定越前一向一揆後，前田利家与佐佐成政、不破光治一起獲封府中10萬石，有「府中三人衆」之稱。越前平定後協助柴田胜家经略北陆與上杉家對戰，因功受封越前今立、南条两郡，後來更趁上杉謙信病死之際攻占不少上杉家在北陸的領地。
天正10年（1582年）爆发本能寺之变，秀吉召開清須會議，前田利家仍然劃分為勝家與力。秀吉與胜家決裂開戰後，於天正11年（1583年）率兵参加贱岳之战，但是戰意消極、不斷迴避與羽柴方交戰且故意不支援苦戰的友軍，導致柴田方潰敗，後來在堀秀政的勸說下歸順秀吉，擔任進攻北之庄城的先鋒，勝家兵敗與阿市一起自殺。戰後领加贺、能登两国，把根據地從小丸山城移往加賀的尾山城（金澤城）並迎回哥哥利久。
天正12年（1584年）秀吉與德川家康爆發小牧長久手之戰，利家於末森城擊敗支持德川方的舊同僚佐佐成政，之後聯繫上杉景勝共同夾擊越中。同年8月由利家擔任先鋒、秀吉親率大軍進攻越中降伏佐佐成政（富山之役），戰後利家嫡子前田利長獲封越中國3郡共32萬石，並在征討北条家的小田原征伐擔任北國勢的總指揮｡
文祿元年（1592年）在豐臣秀吉出兵朝鮮期間，利家率兵留守肥前名護屋，與德川家康共理政務，文祿2年（1593年）1月，原本打算渡海進攻朝鮮，但後來與明朝講和後取消渡海，8月之後因秀賴誕生，隨同秀吉返回伏見城，11月返回金澤。
文祿3年（1594年）1月5日，利家、上杉景勝及毛利輝元同日敘任從三位官居，後來4月7日利家先敘任從二位權大纳言。
慶長3年（1598年）4月20日將家督讓給嫡長子利長後宣布隱居並前往草津進行溫泉治療，隱居俸祿為1萬5千石。自草津返回後把心力放在大坂，用心經營前田家在豐臣政權下的政治地位，利家與秀吉共同規劃五大老、五奉行制度，利家本人位居五大老之次。

### 秀吉死後
慶長3年（1598年）8月豐臣秀吉去世，利家隨其子豐臣秀賴進入大坂城。利家成為秀賴的傅役，秀賴正式成為大坂城主，繼承豐臣家。
自此德川家康势力抬头，首先破壞秀吉的法度，分別與伊達政宗、蜂須賀家政及福島正則聯婚，利家反對並集結上杉景勝、毛利輝元、宇喜多秀家等三大老、五奉行的石田三成，以及細川忠興、淺野幸長、加藤清正及加藤嘉明等武將，雙方互不相让。後來於2月2日，由利家代表四大老與五奉行，與德川家康協調並交換誓紙和解，雙方矛盾暫時壓下；但此事後利家病情惡化，在閏3月3日於大坂城病逝，法號「高德院傳桃雲淨見居士」，葬於野田山前田家墓地。利家是當時唯一有能力制約家康的重量級人物，他的去世讓德川家康再無忌憚，直接导致丰臣家灭亡。
利家病時，家康曾往探病。利家死後，家康藉口當初去給利家探病時，懷疑利家與利長合謀暗殺自己而準備征討加賀，前田家收到風聲後，利家的夫人阿松當機立斷，自願前往江戶城當政治人質，家康也因前田家俯首稱臣而心滿意足取消攻打加賀，還把孫女子子姬嫁給前田利家之子前田利光。

## 與慶次的關係
利家與前田慶次的關係相當糟糕，慶次認為養父前田利久的前田家繼承權被利家所奪，因此懷恨在心，利久也因此舉家離開織田家旅居京都十餘年（慶次也在京都生活期間學習風雅技能），雖然後來利久被利家請回加賀照料，但是慶次還是打從心裏不喜歡這位沒有血緣關係年紀又比自己小的叔父，兩人不論在行事風格或理念上都相去甚遠，時常發生摩擦。利久病死後，本來就討厭利家的慶次再無理由待在前田家而出奔，而利家也為此大怒揚言要殺了慶次。
慶次離開前田家時隻身一人，家中妻小都沒帶上，所以慶次長子前田正虎繼承祖父利久的封地，並一路侍奉利家到利常成為加賀藩的開藩藩士。

## 系譜
- 正室：阿松

- 側室
  - 壽福院
  - 隆興院
  - 金晴院
  - 明運院
  - 逞正院

- 子
  - 前田利長 (正室是織田信長女兒永姬)
  - 前田利政
  - 前田知好
  - 前田利常
  - 前田利孝
  - 前田利貞

- 女
  - 幸姬（前田長種正室）
  - 蕭姬 (中川光重正室)
  - 摩阿姬（豐臣秀吉側室）
  - 豪姬（秀吉養女、宇喜多秀家正室）
  - 與免
  - 千世（細川忠隆正室）
  - 菊（秀吉養女）
  - 保智
  - 福
  - 他

## 家臣
- 譜代
  - 奥村永福
  - 篠原一孝
  - 木村三蔵

- 荒子众
  - 村井長賴
  - 高畠定吉

- 与力众
  - 岡島一吉
  - 長連龍
  - 富田重政

## 登場作品
小說
- 前田利家（青樹社、戶部新十郎（日语：戸部新十郎）著）
- 前田利家與天下人（講談社、山岡莊八著）
- 前田利家（講談社、津本陽（日语：津本陽）著）
- 前田利家（小學館、童門冬二（日语：童門冬二）著）
- 前田利家（幻冬舍、長尾誠夫（日语：長尾誠夫）著）
- 戰國二人三腳－阿松與又左及孩子（NHK出版、杉本苑子（日语：杉本苑子）著）
- 前田利家（学研、志木澤郁（日语：志木沢郁）著）
- 前田利家：秀吉最倚賴的男人（PHP研究所、花村獎（日语：花村奨）著）
- 前田利家與妻阿松：築起「加賀百萬石」的二人三脚 （PHP研究所、中島道子（日语：中島道子）著）
- 百萬石異聞：前田利家與松 （叢文社、野村昭子著）
- 前田利家物語：加賀百萬石之祖（北國出版社、北村魚泡洞著）
- 命懸一線：加賀百萬石之礎（講談社、砂原浩太朗著）

影視劇
- 出世太閤記（1938年、日活、演：尾上菊太郎）
- 織田信長（日语：織田信長 (映画)）（1940年、日活、演：戶上城太郎（日语：戸上城太郎））
- 凸凹太閤記（日语：凸凹太閤記）（1953年、大映、演：坂東好太郎）
- 紅顔若武者 織田信長（日语：紅顔の若武者 織田信長）（1955年、東映、演：片岡榮二郎（日语：片岡栄二郎））
- 太閤記（1958年、松竹、演：森美樹）
- 新書太閤記（日语：新書太閤記#テレビドラマ）（1959年、MBS、演：西村幹雄）
- 德川家康（1964年、NET、演：富田浩太郎）
- 大話太閤記（日语：ホラ吹き太閤記）（1964年、東寶、演：藤木悠）
- 太閤記（日语：太閤記 (NHK大河ドラマ)）（1965年、NHK大河劇、演：川津祐介）
- 戰國太平記 真田幸村（1966年、TBS、演：村上冬樹）
- 戰國艷物語（日语：戦国艶物語#第一部・お市編）（1969年、ABC、演：山本學）
- 戰國艷物語（日语：戦国艶物語#第二部・淀君編）（1969年、ABC、演：清水將夫（日语：清水将夫））
- 青春太閤記（日语：青春太閤記 いまにみておれ!）（1970年、NTV、演：森次浩司）
- 大坂城之女（日语：大坂城の女）（1970年、KTV、演：北龍二（日语：北竜二））
- 春之坂道（日语：春の坂道）（1971年、NHK大河劇、演：加藤嘉）
- 國盜物語（日语：国盗り物語 (NHK大河ドラマ)）（1973年、NHK大河劇、演：目黑祐樹（日语：目黒祐樹））
- 新書太閤記（日语：新書太閤記#新書太閤記（NETテレビ））（1973年、NET、演：松山英太郎）
- 黃金的日子（日语：黄金の日日）（1978年、NHK大河劇、演：臼井正明）
- 女太閤記（1981年、NHK大河劇、演：瀧田榮（日语：滝田栄））
- 關原（日语：関ヶ原 (テレビドラマ)）（1981年、TBS、演：辰巳柳太郎）
- 德川家康（1983年、NHK大河劇、演：瑳川哲朗）
- 真田太平記（日语：真田太平記 (テレビドラマ)）（1985年、NHK水曜時代劇、演：御木本伸介（日语：御木本伸介））
- 太閤記（日语：太閤記 (1987年のテレビドラマ)）（1987年、TBS、演：中康次）
- 獨眼龍政宗（1987年、NHK大河劇、演：大木實（日语：大木実））
- 武田信玄（1988年、NHK大河劇、演：瀧口剛）
- 德川家康（日语：徳川家康 (1988年のテレビドラマ)）（1988年、TBS、演：小澤象（日语：小沢象））
- 織田信長（日语：織田信長 (1989年のテレビドラマ)）（1989年、TBS、演：美木良介）
- 春日局（1989年、NHK大河劇、演：嶺田則夫）
- 信長KING OF ZIPANGU（1992年、NHK大河劇、演：橋爪淳）
- 德川家康 戰國最後的勝利者（1992年、ANB、演：伊藤高）
- 獲取天下的男人 豐臣秀吉（日语：天下を獲った男 豊臣秀吉）（1993年、TBS、演：江藤潤）
- 獨眼龍的野望 伊達政宗（1993年、ANB、演：北大路欣也）
- 織田信長（日语：織田信長 (1994年のテレビドラマ)）（1994年、TX、演：宮内洋）
- 豐臣秀吉 獲取天下！（日语：豊臣秀吉 天下を獲る!）（1995年、TX、演：上杉祥三）
- 秀吉（1996年、NHK大河劇、演：渡邊徹（日语：渡辺徹 (俳優)））
- 加賀百萬石：母子的戰國歷險（日语：加賀百万石 母と子の戦国サバイバル）（1999年、NHK、演：原田芳雄）
- 梟之城（1999年、東寶、演：橫山孝信（日语：横山あきお））
- 葵德川三代（2000年、NHK大河劇、演：北村和夫）
- 利家與松（2002年、NHK大河劇、演：唐澤壽明）
- 太閤記 被喚為猴子的男人（日语：太閤記 サルと呼ばれた男）（2003年、CX、演：小原雅人）
- 太閤記 獲取天下的男人・秀吉（日语：太閤記〜天下を獲った男・秀吉）（2006年、EX、演：甲本雅裕）
- 功名十字路（2006年、NHK大河劇、演：唐澤壽明）
- 信長之棺（日语：信長の棺#テレビドラマ）（2006年、EX、演：佐野圭亮）
- 寧寧：女太閤記（2009年、TX、演：原田泰造）
- 天地人（2009年、NHK大河劇、演：宇津井健）
- 江~公主們的戰國~（2011年、NHK大河劇、演：大出俊（日语：大出俊 (俳優)））
- 女信長（2013年、CX、演：虎牙光揮）
- 清須會議（日语：清須会議 (小説)#映画）（2013年、東寶、演：淺野忠信）
- 軍師官兵衛 （2014年、NHK大河劇、演：橫內正（日语：横内正））
- 信長協奏曲（2014年、CX、演：藤谷太輔）
- 懲毖錄（2015年、KBS、演：趙相九（朝鲜语：조상구））
- 信長燃燒（日语：信長燃ゆ#テレビドラマ）（2016年、TX、演：風間徹）
- 真田丸（2016年、NHK大河劇、演：小林勝也）
- 花戰（日语：花戦さ）（2017年、東映、演：佐佐木藏之介）
- 關原（2017年、東寶、演：西岡德馬（日语：西岡徳馬））
- 麒麟來了（2020年、NHK大河劇、演：入江甚儀）
- 新·信長公記～信長君與我～（2022年、YTV・NTV、演：野村康太）
- 怎麼辦家康（2023年、NHK大河劇、演：宅麻伸）
- THE LEGEND & BUTTERFLY（2023年、東映、演：和田正人）
- 家康與三成的手機（日语：家康と三成のスマホ）（2023年、NHK、演：大谷亮介）

漫畫
- 前田利家（LEED社（日语：リイド社）、永井豪作）
- 利家與松（講談社、立木美和作）

遊戲
- 戰國無雙系列&無双OROCHI系列（光榮公司開發，小西克幸配音）

## 资料来源
1. 《前田利家》作者：津本阳 出版社：讲谈社出版
2. 前田利家

| 前田利家        |                                        |                 |
| 前任： 前田利久 | 尾張荒子前田家第四代當主 1569年—1599年 | 繼任： 前田利長 |